# Na solntse, vdol rjadov kukuruzý
Na solntse, vdol rjadov kukuruzý (russisk: На солнце, вдоль рядов кукурузы) er en russisk spillefilm fra 2023 af Sarik Andreasjan.

## Medvirkende
- Jegor Berojev som Damir Jusupov
- Polina Maksimova som Julia
- Mark Bogatýrev som Mikhail
- Olga Khokhlova som Vera
- Herman Modjagin som Georgij
- Jeanne Apple som Tamara
- Lisa Morjak som Vika